# Ілгіжяй III
Ілгіжяй III (Ilgižiai) — село у Литві, Расейняйський район, Бетигальське староство. 2001 року в селі проживало 342 людей. Протікає річка Кіркшнове. Розташоване за 9 км від села Бетигала, за 1 км — Ілгіжюкай. Через село пролягає дорога Бетигала — Ілгіжяй — Кракес — Бокштай.

## Історія
Село згадується у 1581 р. У 19 столітті тут також був маєток Ільгіжі.

У 1885 році жандарми вистежили і закрили в селі таємну литовську школу. У 1920 році була створена початкова школа, у 1951-1999 роках - семирічна, восьмирічна і дев'ятирічна школа, а з 1999 року - Ільгізька початкова школа.

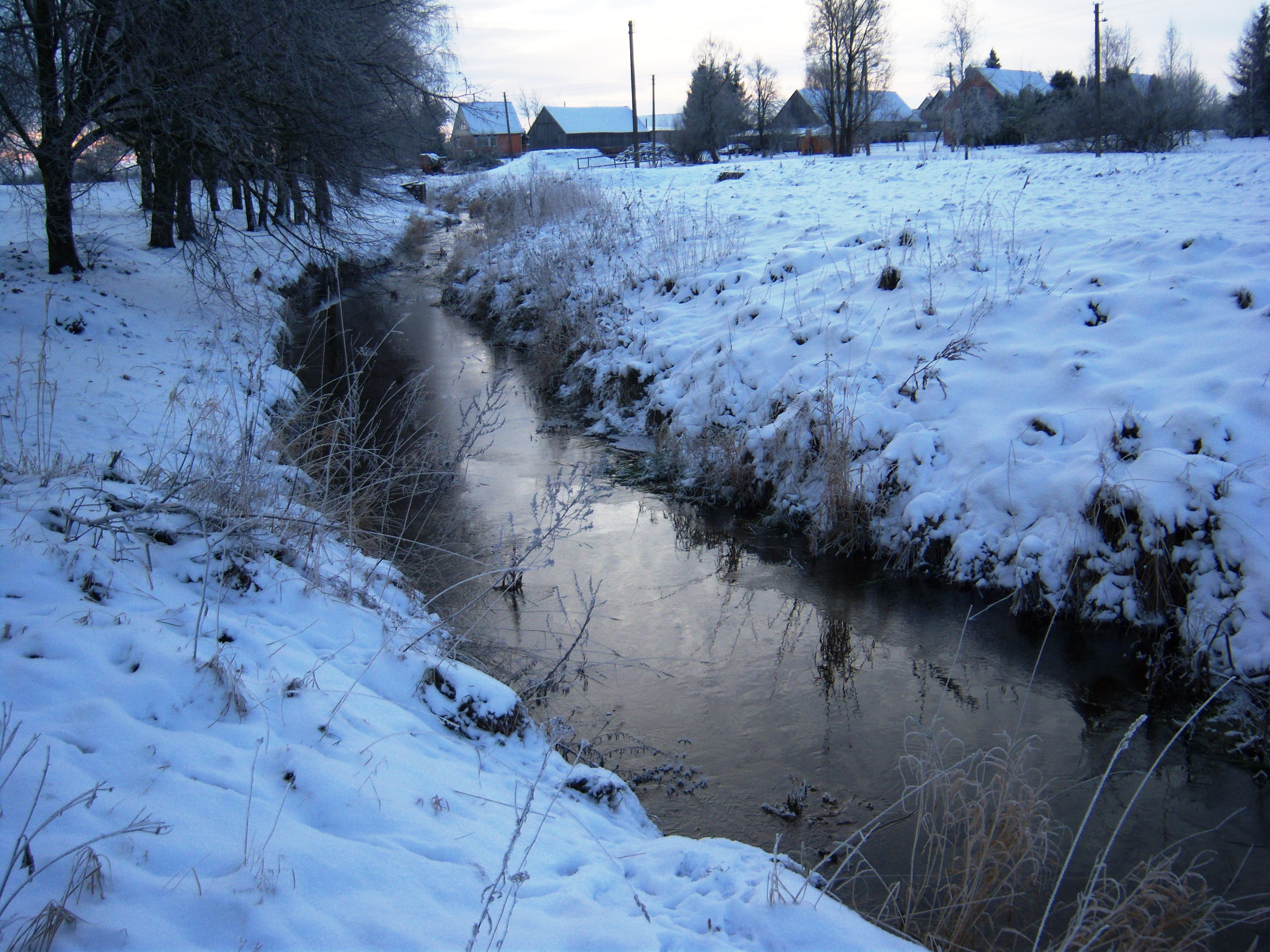

## Принагідно
- Ilgižiai III

| Литва | Це незавершена стаття з географії Литви. Ви можете допомогти проєкту, виправивши або дописавши її. |